# Festival international du film fantastique d'Avoriaz 1992
Le Festival international du film fantastique d'Avoriaz 1992 est le 20e Festival international du film fantastique d'Avoriaz. Il s'est déroulé du 11 au 19 janvier 1992.

## Jury
- Malcolm McDowell (président),
- Charles Aznavour,
- Philippe de Broca,
- César,
- René Clément,
- Maruschka Detmers,
- William Friedkin,
- Ben Gazzara,
- Richard Lester,
- Claude Rich,
- Dominique Sanda,
- Jerry Schatzberg,
- Paul Schrader,
- Peter Weller.

## Sélection

### Films en compétition
- Borrower (The Borrower) de John McNaughton ( États-Unis)
- Double Vue (Afraid of the Dark) de Mark Peploe ( France /  Royaume-Uni)
- L'Évasion du cinéma Liberté (Ucieczka z kina 'Wolnosc') de Wojciech Marczewski ( Pologne)
- La Famille Addams (The Addams Family) de Barry Sonnenfeld ( États-Unis)
- Histoires de fantômes chinois 2 (Sien nui yau wan II yan gaan do) de Ching Siu-tung ( Hong Kong)
- Traumatismes (Liebestraum) de Mike Figgis ( États-Unis)
- Pour toujours et à tout jamais (Immer & ewig) de Samir ( Suisse)
- La Secte (La Setta) de Michele Soavi ( Italie)
- Le Sous-sol de la peur (The People Under the Stairs) de Wes Craven ( États-Unis)
- Le Syndrome Frankenstein (No Telling) de Larry Fessenden ( États-Unis)
- Tetsuo II: Body Hammer de Shin'ya Tsukamoto ( Japon)
- Timebomb de Avi Nesher ( États-Unis)
- Timescape de David Twohy ( États-Unis)
- Truly Madly Deeply de Anthony Minghella ( Royaume-Uni)
- Xangadix (De Johnsons) de Rudolf van den Berg ( Pays-Bas)

### Films hors compétition
- The Arrival de David Schmoeller ( États-Unis)
- Le Sang du châtiment (Rampage) de William Friedkin ( États-Unis)
- The Resurrected de Dan O'Bannon ( États-Unis /  Canada)
- Le Rocher de l'Apocalypse (The Runestone) de Willard Carroll ( États-Unis)
- Vengeance diabolique (Sometimes They Come Back) de Tom McLoughlin ( États-Unis)

### Les Minuits d'Avoriaz
- Carne de Gaspar Noé ( France)
- Hiruko the Goblin (Yôkai hantâ: Hiruko) de Shin'ya Tsukamoto ( Japon)
- Mutronics (Guyver) de Screaming Mad George et Steve Wang ( États-Unis /  Japon)
- The Refrigerator de Nicholas Jacobs ( États-Unis)
- Tetsuo de Shin'ya Tsukamoto ( Japon)

## Palmarès
- Grand prix : L'Évasion du cinéma Liberté (Ucieczka z kina 'Wolnosc') de Wojciech Marczewski
- Prix spécial du jury : Le Sous-sol de la peur (The People Under the Stairs) de Wes Craven
- Prix d'interprétation féminine : Juliet Stevenson pour Truly, madly, deeply de Anthony Minghella
- Prix des effets spéciaux : Histoires de fantômes chinois 2 (Sien nui yau wan II yan gaan do) de Ching Siu-tung
- Prix de la C.S.T. : Traumatismes (Liebestraum) de Mike Figgis
- Prix de la critique : Truly Madly Deeply de Anthony Minghella
- Prix du public : Timebomb de Avi Nesher
- Prix du 20e anniversaire : La Famille Addams (The Addams Family) de Barry Sonnenfeld